# Халбуни, Хамед
Хамед Халбуни (араб. حامد حلبوني‎; род. 1 января 1967, Сирия) — сирийский боксёр. Участник летних Олимпийских игр 1988 года.

## Биография
Хамед Халбуни родился 1 января 1967 года в Сирии.
Дважды выигрывал медали боксёрских турниров Средиземноморских игр: золотую в 1987 году в Латакии в весовой категории до 51 кг и бронзовую в 1993 году в Лангедоке-Руссильоне в весе до 54 кг.
В 1988 году вошёл в состав сборной Сирии на летних Олимпийских играх в Сеуле. В весовой категории до 51 кг в 1/32 финала победил Джонни Бредаля из Дании, после того как судья остановил бой из-за удара голову. В 1/16 финала проиграл Энди Агосто из Пуэрто-Рико — 0:5.
В 1993 году выиграл турнир Гран-при в Усти-над-Лабем.